# Флуванна (округ, Вірджинія)
Шаблон:StateAbbr_ 37°50′ пн. ш. 78°17′ зх. д. / 37.84° пн. ш. 78.28° зх. д.
Округ  Флуванна (англ. Fluvanna County) — округ (графство) у штаті  Вірджинія, США. Ідентифікатор округу 51065.

## Історія
Округ утворений 1777 року.

## Демографія
За даними перепису 2000 року загальне населення округу становило 20047 осіб, зокрема міського населення було 6031, а сільського — 14016. Серед мешканців округу чоловіків було 9305, а жінок — 10742. В окрузі було 7387 домогосподарств, 5706 родин, які мешкали в 8018 будинках. Середній розмір родини становив 2,93.
Віковий розподіл населення поданий у таблиці:
| Стать    | До 15 років | 15-21 | 22-29 | 30-39 | 40-49 | 50-65 | 65-85 | Понад 85 |
| -------- | ----------- | ----- | ----- | ----- | ----- | ----- | ----- | -------- |
| Чоловіки | 2049        | 700   | 737   | 1456  | 1451  | 1577  | 1272  | 63       |
| Жінки    | 1979        | 710   | 1029  | 1983  | 1749  | 1827  | 1325  | 140      |

## Суміжні округи
- Луїза — північ
- Гучленд — схід
- Камберленд — південний схід
- Бакінгем — південь
- Албемарл — захід

## Виноски
1. ↑  U.S. Decennial Census. United States Census Bureau. Архів оригіналу за 26 квітня 2015. Процитовано 2 січня 2014.
2. ↑  Historical Census Browser. University of Virginia Library. Архів оригіналу за 11 серпня 2012. Процитовано 2 січня 2014.
3. ↑  Population of Counties by Decennial Census: 1900 to 1990. United States Census Bureau. Процитовано 2 січня 2014.
4. ↑  Census 2000 PHC-T-4. Ranking Tables for Counties: 1990 and 2000 (PDF). United States Census Bureau. Процитовано 2 січня 2014.
5. ↑  State & County QuickFacts. United States Census Bureau. Процитовано 2 січня 2014.(англ.) Наведено за англійською вікіпедією.
6. ↑  American FactFinder. Бюро перепису населення США. Архів оригіналу за 26 лютого 2012. Процитовано 31 січня 2008. [Архівовано 2008-05-21 у Wayback Machine.]

| США | Це незавершена стаття з географії США. Ви можете допомогти проєкту, виправивши або дописавши її. |